# Сумбаташвілі Йосип Георгійович
Йосип Георгійович Сумбаташві́лі (груз. იოსებ გიორგის ძე სუმბათაშვილი; нар. 10 жовтня 1915, Тифліс — пом. 11 лютого 2012, Москва) — грузинський і російський художник театру; член Спілки художників СРСР.

## Біографія
Народився 27 вересня [10 листопада] 1915 року в місті Тифлісі (тепер Тбілісі, Грузія). Навчався в будівельному технікумі. В 1936—1942 роках навчався на факультеті живопису в Тбіліській академії мистецтв.
У 1958 році переїхав до Москви для оформлення вистави за п'єсою О. Арбузова «Іркутська історія» в Театрі імені Вахтангова. У 1962 році був призначений головним художником Центрального театру Радянської Армії. З 1973 по 1988 рік — головний художник театру імені Є. Вахтангова у Москві. З середини 1990-х років — знову в Центральному театрі Російської Армії, в якому до останнього дня служив на посаді головного художника.
Помер в Москві 11 лютого 2012 року. Похований на Троєкуровському кладовищі.

## Творчість
Оформив:
- вистави:
  - «Вигнанець» В. Пшавели (1956, Тбіліський академічний театр імені К. Марджанішвілі);
  - «Іркутська історія» О. Арбузова (1959, Державний академічний театр імені Є. Вахтангова);
  - «Смерть Іоанна Грозного» О. Толстого (1965, Центральний театр Радянської Армії);
  - «Фронт» (1970) і «Загибель ескадри» (1977) О. Корнійчука, обидві — в Московському драматичному театрі імені Є. Вахтангова;
  - «Сталевари» Г. Бокарєва (1972, МХАТ);
  - «Влада темряви» Л. Толстого (1974, Київському російському драматичному театр імені Лесі Українки у Києві);
- оперу «Руслан і Людмила» (1972, Большой театр);
- балет «Пушкін» А. Петрова (1979, Театр опери та балету імені С. М. Кірова в Ленінграді).

## Відзнаки
Почесні звання
- Заслужений діяч мистецтв Грузинської РСР з 1950 року;
- Народний художник СРСР з 1982 року.

Премії
- Сталінська премія (1952);
- Державна премія СРСР (1974);
- Російська національна театральна премія «Золота маска» в номінації «За честь і гідність»[1].

Ордена і медалі
- орден Трудового Червоного Прапора;
- орден Пошани (2006)[1].